# 広田温泉 (新潟県)
広田温泉（ひろたおんせん）は、新潟県柏崎市（旧越後国）にある温泉。広田鉱泉とも呼ばれる。

## 泉質
- 塩化物泉（低張性アルカリ性冷鉱泉）
- 泉温　18℃
- 源泉温度が低いため、近隣の広田油田で産出される天然ガスを用いて加熱されている[2]。
- アルカリ性の湯が特徴的である[3]。

## 温泉街
柏崎の山あいに、一軒宿の「奥の湯 湯元館」が存在する。日帰り入浴可能。
1980年代の新潟県の調査では温泉名「広田鉱泉」とされ、湯元館、湯沢館、かどや2号の3つの源泉名が記載されている。以前は「中山旅館」と「湯澤館」の2軒の旅館もあったが、現在は廃業している。3軒共に独自の源泉を持っていた。
旅館の奥には、薬師如来や石仏が祀られている。

## 歴史
1805年（文化5年）、谷間で鳥が傷を癒し、泡と共に湯が湧出しているのを発見したとの記録がある。
天保期（1831年 - 1845年）に、寒波に襲われた病人を治療するための小屋が建てられ、以後、湯治場として賑わうようになったと言われる。また天保末期（1840年 - 1844年頃）に大広田の村山家が隠居所として源泉を利用したのが始まりともいう。
慶應3年（1868年）、広田鉱泉として認可された。
現在の「湯元館」が創業したのは、1874年（明治7年）。

## アクセス
- JR信越本線 越後広田駅より東へ約2 km（車で約8分）。
- 北陸自動車道 柏崎ICより車で約20分。

大正期には駅から人力車が運行されていた。

## 周辺
- 金倉鉱泉[6]
- 長鳥鉱泉[7]